# Anaxyrus cognatus
Anaxyrus cognatus là một loài cóc tương đối lớn có nguồn gốc từ trung tâm Bắc Mỹ. Nó có màu xám, nâu và xanh lá cây, với những đốm màu sẫm hơn. Nó có thể phát triển đến bất kỳ kích thước trong khoảng từ 5,1 đến 11,4 cm (2 và 4,5 in). Chế độ ăn chính của nó là nhiều loài cutworm khác nhau. Nó thích môi trường sống trên đồng cỏ với đất tơi xốp dễ đào sâu xuống. Sự sinh sản diễn ra trong suốt những tháng mùa xuân và mùa hè, thường là ngay sau khi có mưa lớn. Ở những vùng khô hạn, nó có thể chỉ trồi lên khỏi hang trong vài tuần khi có điều kiện thích hợp và thường là vào ban đêm, nhưng ở những vùng có nước thường xuyên và mưa nhiều, nó có thể hoạt động cả ngày. Tiếng gọi bạn tình của nó là một tiếng kêu rất lớn, tiếng kêu chói tai lặp đi lặp lại nhiều lần, rất nhanh.